# Penta-Acquatella
Penta-Acquatella är en kommun i departementet Haute-Corse på ön Korsika i Frankrike. Kommunen ligger i kantonen Alto-di-Casaconi som tillhör arrondissementet Corte. År 2022 hade Penta-Acquatella 40 invånare.

## Befolkningsutveckling
Antalet invånare i kommunen Penta-Acquatella
Referens:INSEE